# 39 Draconis
39 Draconis, som är stjärnans Flamsteed-beteckning, är en trippelstjärna i den mellersta delen av stjärnbilden Draken. Den har även Bayer-beteckningen b Draconis. Den har en kombinerad skenbar magnitud på ca 5,03 och är synlig för blotta ögat där ljusföroreningar ej förekommer. Baserat på parallaxmätning inom Hipparcosuppdraget på ca 17,7 mas, beräknas den befinna sig på ett avstånd på ca 184 ljusår (ca 56 parsek) från solen. Den rör sig närmare solen med en heliocentrisk radialhastighet på ca –25 km/s.

## Egenskaper
Primärstjärnan 39 Draconis A är en blå till vit stjärna i huvudserien av spektralklass A1 V. Den har en massa som är ca 2,1 gånger solens massa, en radie som är ca 2,3 gånger större än solens och utsänder ca 28 gånger mera energi än solen från dess fotosfär vid en effektiv temperatur på ca 8 700 K.
39 Draconis är en vid dubbelstjärna där de två komponenterna har en vinkelseparation av 6,621 bågsekunder och har en omloppsperiod på nästan 4 000 år. Följeslagaren, 39 Draconis B, är en stjärna i huvudserien av spektraltyp F och av magnitud 8,07, med en massa som är 1,18 gånger solens massa. En stjärna av 8:e magnituden, HD 238865. listas i kataloger över dubbelstjärnor som 39 Draconis C. Den är åtskild från de andra två stjärnorna med 90 bågsekunder och ligger på ungefär samma avstånd som dessa. Den är i sig själv en spektroskopisk dubbelstjärna med en primärstjärna av spektraltyp F8 med en röd dvärg som följeslagare i ett kretslopp med omloppsperiod på 2,7 dygn.